# フェルナンド・トルエバ

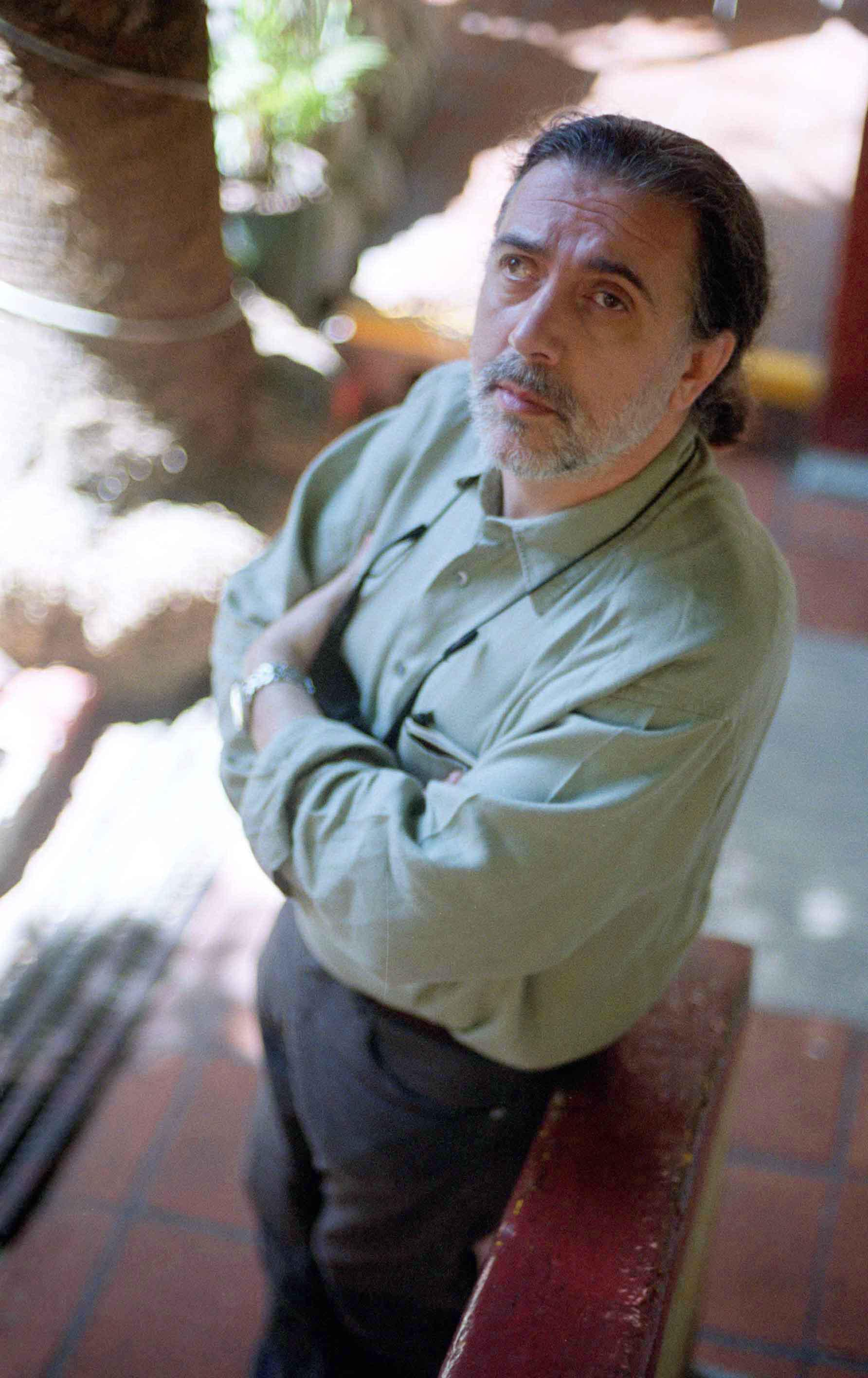
フェルナンド・トルエバ

フェルナンド・ロドリゲス・トルエバ（Fernando Rodriguez Trueba, 1955年1月18日 - ）は、スペイン・マドリード出身の映画監督・脚本家・プロデューサーである。

## 経歴
1980年、『Opera Prima』でヴェネツィア国際映画祭・新人監督賞を受賞。1987年、『El año de las luces（英題：The Year of Awakening）』でベルリン国際映画祭・独創性貢献賞を受賞。1993年、『ベルエポック』でアカデミー外国語映画賞を受賞し、ハビエル・マリスカルと共同で製作したアニメーション映画『チコとリタ』でアカデミー長編アニメ映画賞にノミネートされた。2015年にはスペイン映画国民賞を受賞。

## 受賞歴
ヴェネツィア国際映画祭
- 1980年 新人賞 - Opera Prima

ベルリン国際映画祭
- 1987年 独創性貢献賞 - El año de las luces

アカデミー賞
- 1993年 外国語映画賞 - Belle epoque 「ベルエポック」

ゴヤ賞
- 1990年 作品賞・監督賞 - El sueño del mono loco 「禁断のつぼみ」
- 1993年 作品賞・監督賞・脚本賞 - Belle Époque 「ベルエポック」
- 1999年 作品賞 - La niña de tus ojos 「美しき虜」

## 監督作品
- Opera Prima (1980)
- Sal gorda (1983)
- Be Wanton and Tread No Shame（英題） Sé infiel y no mires con quién (1985)
- The Year of Awakening（英題） El año de las luces (1986)
- 禁断のつぼみ El sueño del mono loco (1989)
- ベルエポック Belle Époque (1992)
- あなたに逢いたくて Two Much (1994)
- 美しき虜 La niña de tus ojos (1998)
- Calle 54 (2000)
- El embrujo de Shanghai (2002)
- El milagro de Candeal (2004)
- El baile de la victoria (2009)
- チコとリタ Chico & Rita (2010)
- あなたと過ごした日に Forgotten We'll Be (El olvido que seremos)(2020)